# Louise a Țărilor de Jos
Louise a Țărilor de Jos (5 august 1828 – 30 martie 1871) a fost regină a Suediei și a Norvegiei, ca soție a regelui Carol al XV-lea al Suediei și Norvegiei.

## Naștere
Prințesa Louise s-a născut la 5 august 1828 la Haga. Tatăl ei a fost Prințul Frederick al Olandei, al doilea fiu al regelui Willem I al Țărilor de Jos și al reginei Wilhelmina a Prusiei. Mama ei a fost Prințesa Louise a Prusiei, al optulea copil al regelui Frederic Wilhelm al III-lea al Prusiei și al reginei Louise de Mecklenburg-Strelitz.

## Prințesă Moștenitoare
Prințesa Louise s-a căsătorit la Stockholm cu Prințul Moștenitor Carol al Suediei și Norvegiei, fiul cel mare al regelui Oscar I al Suediei și Norvegiei și a reginei Josephine de Leuchtenbergla 19 iunie 1850 . 
Căsătoria a fost aranjată pentru a oferi noii Case Bernadotte moștenitori și pentru zestrea enorma la care se așteptau; deși în realitate, zestrea a fost foarte mică. Au avut un mariaj nefericit deoarece Prințul Moștenitor a găsit-o pe Louise neatractivă și i-a fost necredincios deși ea era îndrăgostită de el. În prima perioadă a căsătoriei lor (1852–60), soțul ei a avut o relație cu doamna de onoare Josephine Sparre. Printre multele amante ale lui Carol s-au numărat actrițele Hanna Styrell (1860–69) și Elise Hwasser (1858), ultima fiind cea mai celebră actriță suedeză a epocii. Din 1869, el a avut o relație cu Wilhelmine Schröder, care era interesată de spiritism și cu care discuta probleme existențiale.

## Regină

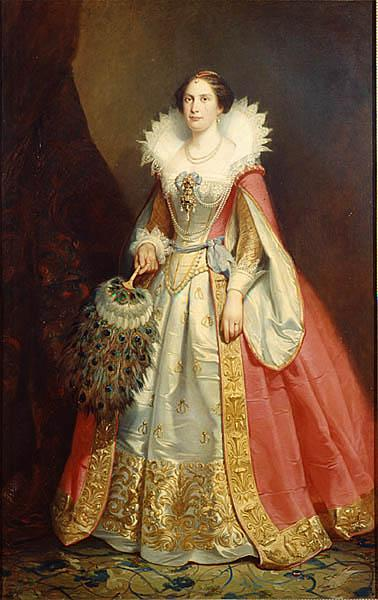
Regina Louise, 1861

A devenit regină a Suediei după decesul socrului ei la 8 iulie 1859.
A fost încoronată atât în Suedia cât și în Norvegia; Norvegia a refuzat să încoroneze două regine anterioare deoarece erau romano-catolice iar Louise a devenit prima regină de după Evul Mediu care a fost încoronată în Norvegia. A fost foarte populară în timpul vizitei ei în Norvegia.
Louise nu a fost o prințesă moștenitoare de succes și nici o regină de succes, având o personalitate timidă și liniștită, complet opusă celei a regelui. S-a spus că nu avea abilitatea de a conversa. Nu era interesată de politică în contrast cu reginele consoarte anterioare. Louise s-a ocupat de operele de caritate, a fondat câteva instituții cum ar fi Kronprinsessan Lovisas vårdanstalt för sjuka barn (Organizația de sprijin a copiilor Prințesa Moștenitoare Louise), Drottning Lovisas understödsförening (Organizația de sprijin regina Louise) și Dronning Lovisas asylum (Azilul regina Louise) în Norvegia, a tradus lucrări religioase și a sprijinit financiar activitatea de caritate.
Și-a petrecut întreaga viață ocupându-se de activitățile casnice și de finanțele familiei încercând să facă pe placul soțului. Relația ei cu regele nu s-a îmbunătățit în timp; Carol o trata cu o bunătate condescendentă și în cea mai mare parte a timpului o neglija. În cele din urmă, sănătatea ei s-a deteriorat. În 1854, singurul ei fiu a murit; nașterea a făcut-o infertilă, iar ea i-a oferit divorțul soțului ei însă acesta a refuzat.
Regina nu era interesată de îndatoririle ceremoniale și prefera viața liniștită de familie deși era interesată de modă și adesea se îmbrăca elegant. Adesea evita îndatoririle ceremoniale spunând că e bolnavă și ocazional era forțată de rege să participe; lui nu-i plăcea să se afișeze la ocaziile formale fără ea. În 1866 regele a forțat-o să deschidă expoziția de la Stockholm în locul lui. Carol era foarte atașat de fiica lor, în timp ce Louise era îngrijorată de comportamentul "ca un fiu" al fiicei lor.
Împreună cu fiica ei a luat lecții de înot de la Nancy Edberg, pioneră înotătoare. Inițial înotul nu a fost considerat potrivit pentru femei însă după ce regina și prințesa Lovisa au susținut acest sport, înotul a devenit la modă. Louise a angajat-o pe prima femeie dentist din Suedia, Rosalie Fougelberg, ca dentistul ei perosnal în 1867.
În 1870, ea și-a vizitat în Olanda mama, care va muri câteva luni mai târziu. La întoarcere și-a găsit soțul bolnav și l-a îngrijit. Îi plăcea să facă plimbări cu trăsura și în una dintre aceste plimbări s-a îmbolnăvit de pneumonie. Regina Louise a murit la 30 martie 1871 la Stockholm, la vârsta de 42 de ani. Soțul și mama lui nu au putut participa la funeralii pentru că erau bolnavi. Tatăl ei, Prințul Frederic al Țărilor de Jos, i-a supraviețuit zece ani.

## Copii
Louisa și Carol au avut doi copii:
1. Prințesa Lovisa a Suediei (31 octombrie 1851 – 20 martie 1926), mai târziu regină a Danemarcei
2. Prințul Carl Oscar, Duce de Södermanland (14 decembrie 1852 – 13 martie 1854), a murit în copilărie

## Succesiune
| Louise a Țărilor de Jos Naștere: 5 august 1828 Deces: 30 martie 1871 |                            |                           |
| Regalitatea suedeză                                                  |                            |                           |
| Predecesor: Josephine de Leuchtenberg                                | Regină a Suediei 1859–1871 | Succesor: Sofia de Nassau |